# Ouvrez
 (avril 2024).
Si vous disposez d'ouvrages ou d'articles de référence ou si vous connaissez des sites web de qualité traitant du thème abordé ici, merci de compléter l'article en donnant les références utiles à sa vérifiabilité et en les liant à la section « Notes et références ».
 (avril 2024).
La mise en forme du texte ne suit pas les recommandations de Wikipédia : il faut le « wikifier ».
Les points d'amélioration suivants sont les cas les plus fréquents :
- Les titres sont pré-formatés par le logiciel. Ils ne sont ni en capitales, ni en gras.
- Le texte ne doit pas être écrit en capitales (les noms de famille non plus), ni en gras, ni en italique, ni en « petit »…
- Le gras n'est utilisé que pour surligner le titre de l'article dans l'introduction, une seule fois.
- L'italique est rarement utilisé : mots en langue étrangère, titres d'œuvres, noms de bateaux, etc.
- Les citations ne sont pas en italique mais en corps de texte normal. Elles sont entourées par des guillemets français : « et ».
- Les listes à puces sont à éviter, des paragraphes rédigés étant largement préférés. Les tableaux sont à réserver à la présentation de données structurées (résultats, etc.).
- Les appels de note de bas de page (petits chiffres en exposant, introduits par l'outil «  Source ») sont à placer entre la fin de phrase et le point final[comme ça].
- Les liens internes (vers d'autres articles de Wikipédia) sont à choisir avec parcimonie. Créez des liens vers des articles approfondissant le sujet. Les termes génériques sans rapport avec le sujet sont à éviter, ainsi que les répétitions de liens vers un même terme.
- Les liens externes sont à placer uniquement dans une section « Liens externes », à la fin de l'article. Ces liens sont à choisir avec parcimonie suivant les règles définies. Si un lien sert de source à l'article, son insertion dans le texte est à faire par les notes de bas de page.
- La présentation des références doit suivre les conventions bibliographiques. Il est recommandé d'utiliser les modèles {{Ouvrage}}, {{Chapitre}}, {{Article}}, {{Lien web}} et/ou {{Bibliographie}}. Le mode d'édition visuel peut mettre en forme automatiquement les références.
- Insérer une infobox (cadre d'informations à droite) n'est pas obligatoire pour parachever la mise en page.

Pour une aide détaillée, merci de consulter Aide:Wikification.
Si vous pensez que ces points ont été résolus, vous pouvez retirer ce bandeau et améliorer la mise en forme d'un autre article.
Ouvrez est un roman de Nathalie Sarraute paru en 1997. Chacun de ses quinze chapitres forme une unité autonome, à l'image d'une nouvelle, mais le fonctionnement de l'univers imaginé par Sarraute se précise au fil du livre. 
Comme dans Tropismes et dans « disent les imbéciles... »  l'autrice décrit les effets des insultes, des phrases toutes faites et des mots-étiquettes sur la psyché des interlocuteurs. L'originalité de cette œuvre, comparée aux deux autres, tient à ce que Nathalie Sarraute, en focalisation externe, montre les débats et les négociations que tiennent à chaque instant les phrases dans la tête de celui ou celle qui voudrait les prononcer.
Dernière œuvre de l'autrice, elle est absente de ses Œuvres complètes établies en 1996 par la Bibliothèque de la Pléiade. L'œuvre sera ensuite ajoutée à l'occasion d'une réédition en 2011.

## Incipit
L'incipit, qui ne constitue pas un chapitre, explique en quelques lignes le concept simple qui donne naissance aux situations développées dans chacun des chapitres.
« Des mots, des êtres vivants parfaitement autonomes, sont les protagonistes de chacun de ces drames.
Dès que viennent des mots du dehors, une paroi est dressée. Seuls les mots capables de recevoir convenablement les visiteurs restent de ce côté. Tous les autres s'en vont et sont pour plus de sûreté enfermés derrière la paroi.
Mais la paroi est transparente et les exclus observent à travers elle.
Par moments, ce qu'ils voient leur donne envie d'intervenir, ils n'y tiennent plus, ils appellent...
Ouvrez. »

## Résumé
À l'exception de l'incipit, le texte est dépouillé de toute description et n'est constitué que d'un long dialogue dont les interlocuteurs ne sont pas nommés. La plupart des interlocuteurs, placés du côté de la paroi qui les empêche d'être prononcés, n'ont qu'un rôle de spectateurs, et décrivent avec étonnement ou amusement les réactions des phrases qui, restées du bon côté de la paroi, doivent faire preuve d'habileté et de patience pour accueillir les mots nouveaux, réagir à la trivialité ou à l'agressivité d'un interlocuteur, ne pas céder à la tentation d'ouvrir la paroi à chaque occasion.
Souvent, les phrases que la paroi empêche de venir à la parole tentent de convaincre les phrases du bon côté de la paroi, les « saints », de les laisser sortir. Ils supplient, martèlent la paroi, tempèrent leur pouvoir dévastateur en s'adjoignant des termes plus modérés, comme « je crois », ou « pardon, mais ».

## Analyse

### Nature et fonction des mots dansOuvrez
Le rôle joué par les mots dans cette œuvre présente un paradoxe qui montre la complexité du langage exploré par Sarraute : si les mots sont des entités autonomes, qui peuvent dire de nombreuses choses et être entendus de multiples manières, ils peuvent aussi avoir une vie propre, être des personnages. Ils sont donc d'un côté fixes et précis, comme des protagonistes, de l'autre mouvants et indéfinissables, ce que montrait notamment Tropismes.
Il faut ajouter à cela que la tension principale réside dans l'enjeu de l'ouverture ou non de la paroi : le mot, spectateur derrière la paroi, devient acteur dès qu'il la franchit. En plus d'être d'étranges entités insaisissables, en plus d'être des personnages, les mots doivent donc être compris comme des événements, ce qui donne son mouvement au texte. En synthèse, on peut dire que l'action est tout entière constituée de mots-personnages qui discutent de mots-étiquettes et aspirent à devenir des mots-événements.
Mais les mots ne sont pas que des abstractions, ils portent avec eux une histoire, une connotation, à l'image de « cata », décrite comme une jeune prolétaire et opposée à « catastrophe », mot noble et riche d'un long passé.

### Genre de l'œuvre
La simplicité du cadre spatial, résumé à deux espaces que sépare une paroi, l'effacement à l'extrême des interlocuteurs, qui ne sont jamais nommés, le découpage en chapitres qui constituent autant de saynètes, fait échapper l'œuvre à tout genre défini. De nombreux procédés, inspirés par le théâtre, montrent l'expérience acquise par Sarraute dans ce genre entre 1967 (Le Silence et Le Mensonge) et 1982 (Pour un oui ou pour un non).

#### SurOuvrez
- BOUÉ, Rachel, « Le statut du mot dans Ouvrez », dans Agnès FONTVIELLE et Philippe WAHL (dir.), Nathalie Sarraute : du tropisme à la phrase, Lyon, Presses Universitaires de Lyon (Textes & Langue), 2003, p. 201-208.
- CALDERON, Jorge, « Le Mot à l’oeuvre : Ouvrez de Nathalie Sarraute », Tropos, vol. 26 (printemps 2000), p. 65-76.
- LANFRIED, Carrie C., « ‘C’est une cata’: Questions of the Translatability of Nathalie Sarraute’s Ouvrez », French Forum, vol. 38, n° 3 (automne 2013), p. 105-116.

#### ÉvoquantOuvrez
- CALDERON, Jorge, « Lieu(x) du mot : construction / déconstruction du personnage dans l’œuvre de Nathalie Sarraute », thèse de doctorat, French Department, Queen’s University, 1999.
- CHAUDIER, Stéphane, « Sarraute, l’hyperbole et le soupçon », dans Agnès FONTVIELLE et Philippe WAHL (dir.), Nathalie Sarraute : du tropisme à la phrase, Lyon, Presses Universitaires de Lyon (Textes & Langue), 2003, p. 247-254.
- CIXOUS, Hélène, « À celle qui me parle », Littérature, dossier « Nathalie Sarraute », sous la direction de Françoise ASSO, n° 118 (juin 2000), p. 7-10.
- COURSON, Nathalie de, « Le Moi-peau de l’être sarrautien », Equinoxes, n° 4 (automne-hiver 2004-2005).
- GIGNOUX, Anne-Claire, « Nathalie Sarraute, une leçon de rhétorique », Lettres Romanes, vol. 53, n° 1-2 (février 1999), p. 137-143.
- KICHENIN, Guillaume, « “Là c’est de l’art. Et ici c’est la vie” : spécificités du tropisme théâtral », dans Agnès FONTVIELLE et Philippe WAHL (dir.), Nathalie Sarraute : du tropisme à la phrase, Lyon, Presses Universitaires de Lyon (Textes & Langue), 2003, p. 221-243.
- MAULPOIX, Jean-Michel, « Le bout de la langue », dans Monique GOSSELIN-NOAT et Arnaud RYKNER (dir.), Nathalie Sarraute et la représentation, Lille, Roman 20-50 (Actes), 2005, p. 189-194.